# Nowy Dwór Mazowiecki (stacja kolejowa)
Nowy Dwór Mazowiecki – stacja kolejowa w Nowym Dworze Mazowieckim, w województwie mazowieckim, w Polsce.

## Historia
Stacja została oddana do użytku 17 sierpnia 1877 roku w ramach budowy kolei nadwiślańskiej. Początkowo nosiła nazwę Nowy Dwór. Pod koniec 1938 roku dodano przymiotnik "Mazowiecki" do nazwy. Podczas okupacji niemieckiej dwa razy zmieniała nazwę: najpierw Neuhof, a wraz ze zmianą nazwy miasta Bugmünde. 

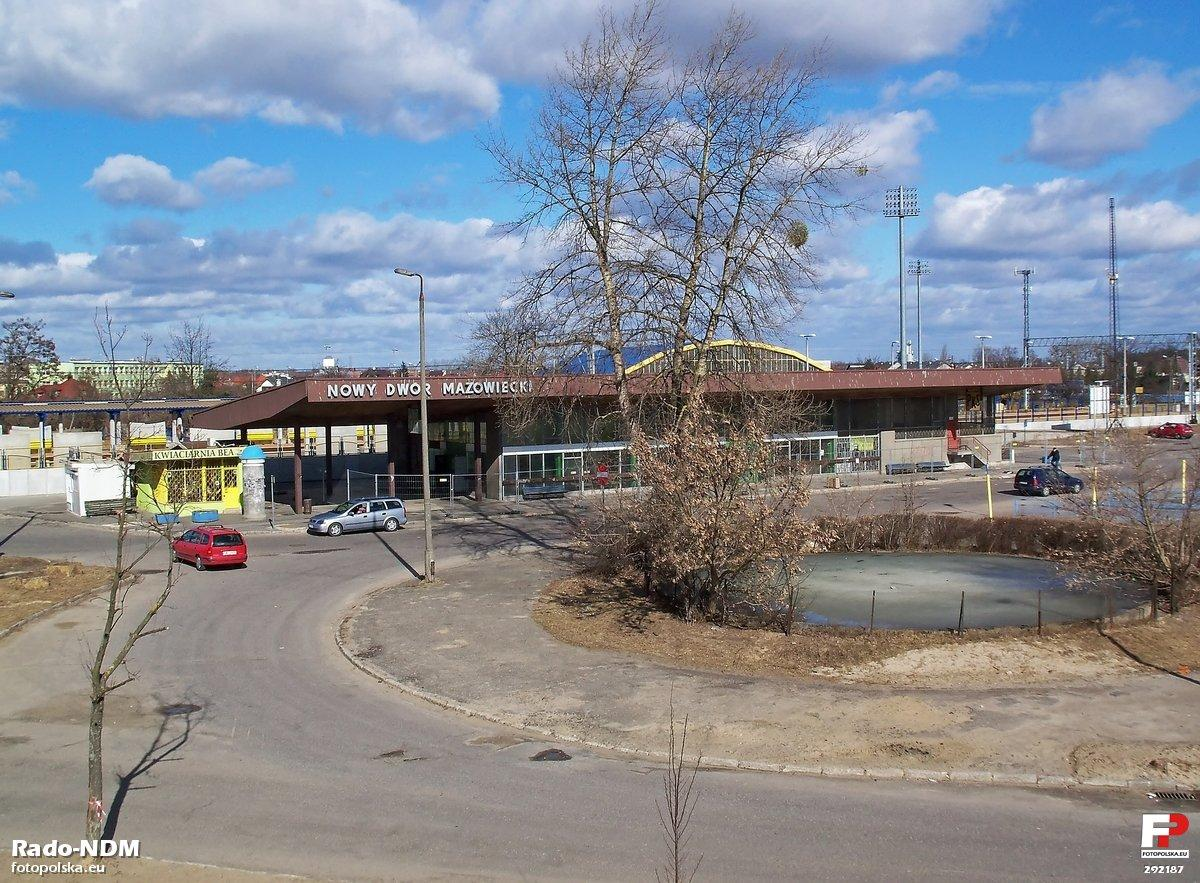
Nieistniejący już dworzec kolejowo-autobusowy przy stacji

Budynek dworca zaprojektowanego przez Arseniusza Romanowicza został oddany do użytku w 1972 roku. Wraz z budową poczekalni zadecydowano o przesunięciu stacji o 50 metrów na zachód. 
Przez wyeksploatowanie i zaniedbanie dworca PKP PLK w 2011 roku zadecydowało o jego rozbiórce. Od tego czasu kasy biletowe są przeniesione do wynajmowanego lokalu w pobliżu stacji. Stacja, przed rozbiórką obiektu, była połączona z dworcem PKS Warszawa oddział w Nowym Dworze Mazowieckim. W 2019 roku wydłużono perony, by dostosować stację do długości pociągów PKP InterCity. W 2021 roku w miejsce nieużywanego przystanku PKS został zbudowany parking "Parkuj i jedź" oraz nowa poczekalnia węzła.

## Krótki opis

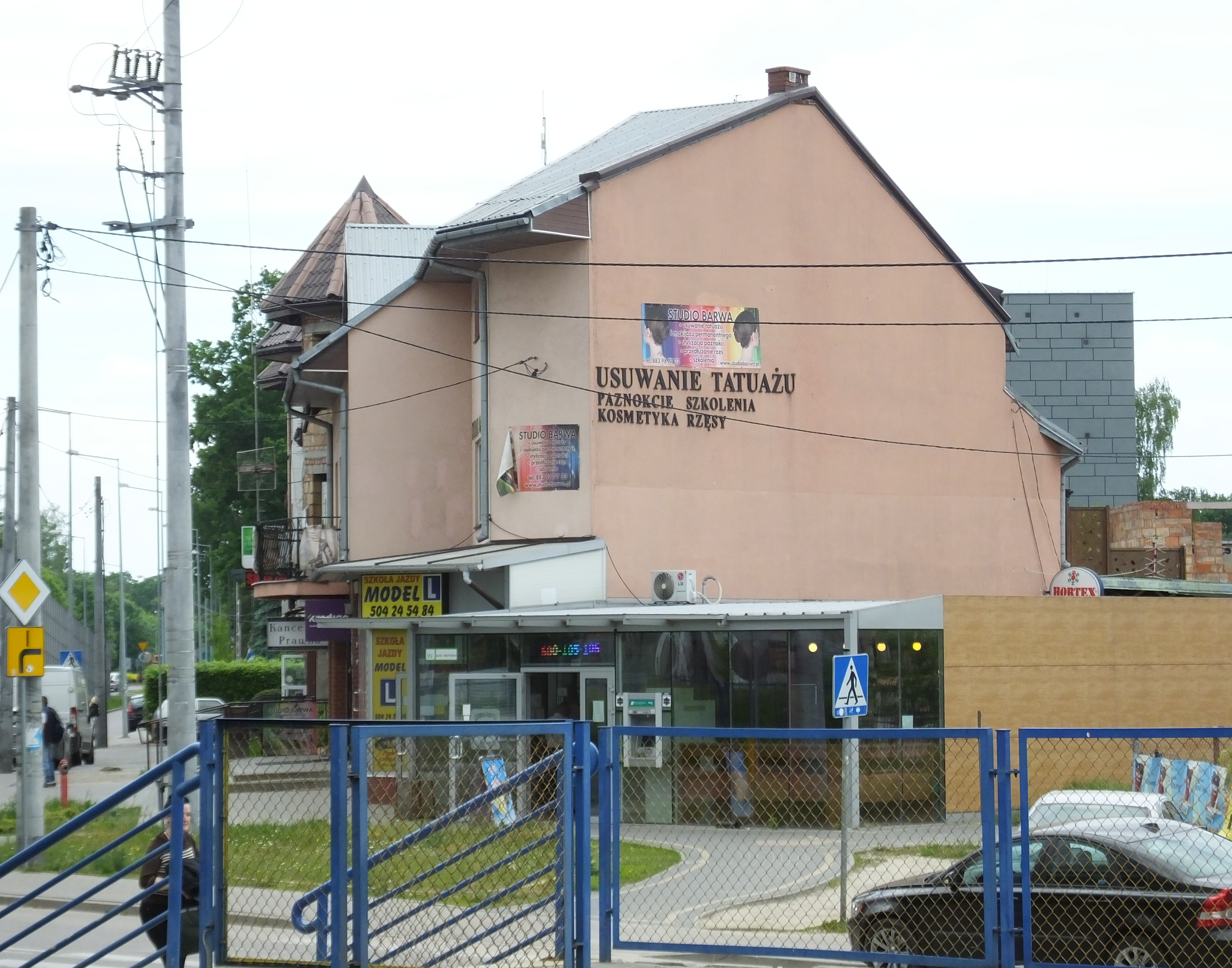
Kasy biletowe

Stacja składa się z dwóch peronów. Pod stacją znajduje się przejście podziemne łączące Osiedle Młodych z Centrum. Na obu peronach znajdują się wiaty z ławkami. Przy peronach znajdują się windy. Na peronie w stronę Warszawy znajdują się biletomaty Kolei Mazowieckich oraz PKP IC. Na drugim peronie takich nie ma, jednak w bliskiej odległości położona jest kasa biletowa. Przy stacji znajduje się wiadukt. Przy stacji znajduje się mała poczekalnia oraz parking "Parkuj i jedź". 

## Ruch pasażerski
| Rok  | Wymiana roczna | Wymiana pasażerska na dobę | Miejsce w Polsce |
| ---- | -------------- | -------------------------- | ---------------- |
| 2017 | 1 642 500      | 4500                       | 55               |
| 2018 | 1 642 500      | 4500                       | 56               |
| 2019 | 1 642 500      | 4500                       | 63               |
| 2020 | 1 647 000      | 4500                       | 34               |
| 2021 | 1 788 500      | 4900                       | 41               |
| 2022 | 2 409 000      | 6600                       | 48               |
| 2023 | 2 774 000      | 7600                       | 47               |

## Połączenia

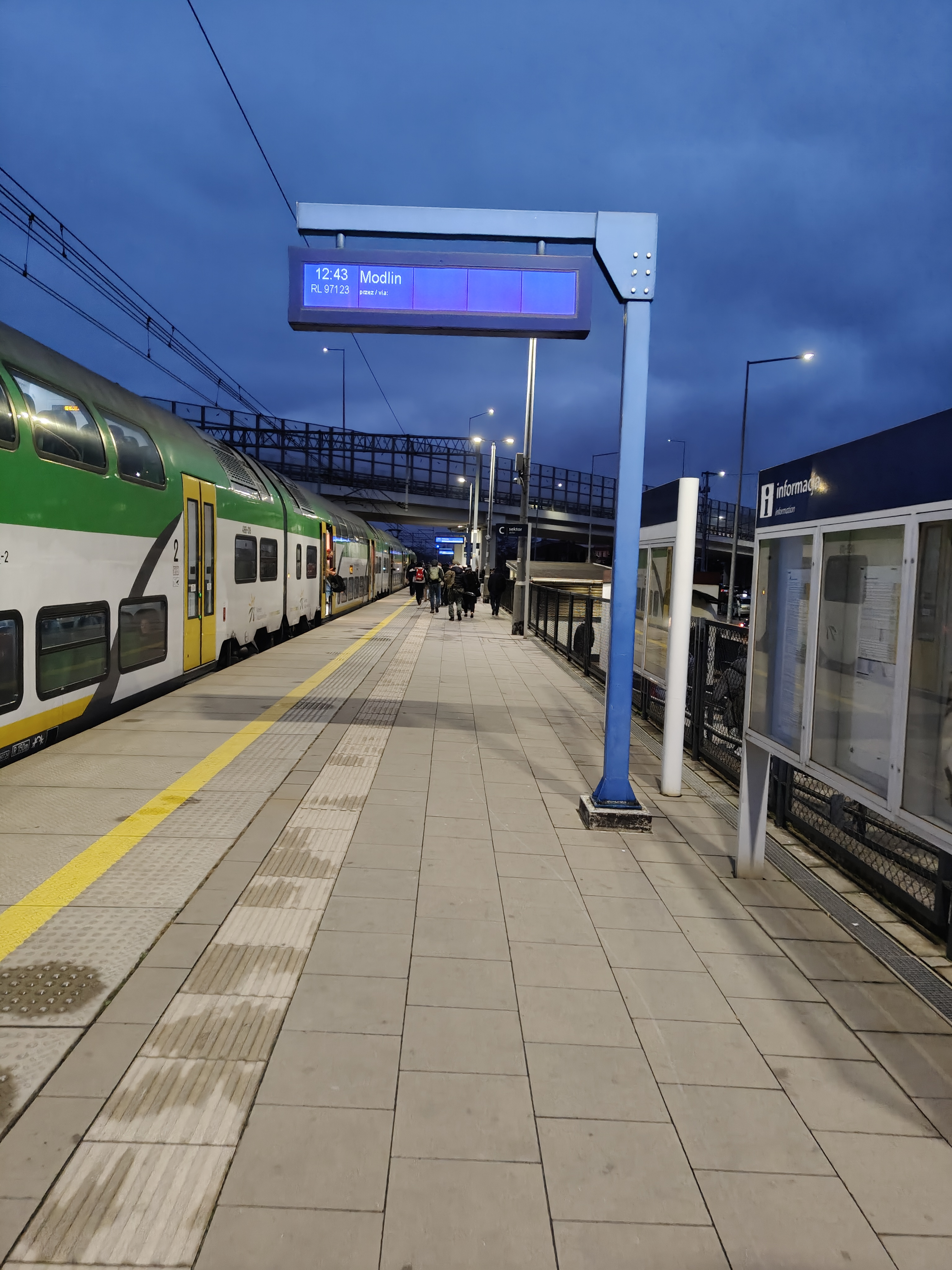
Zdjęcie peronu 1

Na stacji zatrzymują się pociągi InterCity oraz TLK obsługiwane przez PKP IC. Stację obsługują również pociągi Kolei Mazowieckich:
| Linia    | Trasa                                                     |        |
| -------- | --------------------------------------------------------- | ------ |
| RL       | Warszawa Lotnisko Chopina – Nowy Dwór Mazowiecki – Modlin | [ 10 ] |
| R90/RE90 | Warszawa Zachodnia – Nowy Dwór Mazowiecki – Działdowo     | [ 10 ] |
| R90/80   | Nasielsk – Nowy Dwór Mazowiecki – Góra Kalwaria           | [ 10 ] |
| RE91/92  | Sierpc - Nowy Dwór Mazowiecki - Tłuszcz                   | [ 10 ] |

W sezonie letnim kursuje pociąg przyspieszony RE9 "Słoneczny" relacji Warszawa Zachodnia – Ustka.